# لیلین برد
لیلین برد (انگلیسی: Lillian Board؛ ۱۳ دسامبر ۱۹۴۸ – ۲۶ دسامبر ۱۹۷۰) ورزشکار دو و میدانی اهل بریتانیا بود.